# La Campana (España)
La Campana es un municipio español de la provincia de Sevilla, Andalucía. Se encuentra situado a una altitud de 132 metros en el valle del Guadalquivir, a 58,1 kilómetros de la capital de la provincia. Su extensión superficial es de 126,13 km², con una densidad de población de 42,41 hab/km². El municipio forma parte de la Campiña de Carmona y es integrante de la ruta jacobea del Camino de la Frontera. En 2024 contaba con 5132 habitantes según el INE.

## Toponimia
El nombre de la localidad surge por primera vez en los primeros años de la Reconquista; sin embargo, aún no se ha determinado su origen. Actualmente se aceptan dos hipótesis que podrían dar respuesta a esta cuestión. La primera establece que el nombre de la población derivaría de su ubicación en La Campiña. El segundo planteamiento sugiere que el nombre derivaría de una campana que se tocaba para anunciar las incursiones de los moros en una época en la que la Banda Morisca se encontraba cerca de la antigua villa.

## Geografía
La Campana se integra en la comarca de Campiña de Carmona y se sitúa a 58,1 kilómetros de la capital sevillana. Su término municipal está atravesado por la autovía del Sur  A-4  entre los pK 479 y 489, además de por la carretera autonómica  A-456  que permite la comunicación con Lora del Río.[cita requerida]
El relieve está caracterizado por la típica campiña sevillana, formada por una topografía suave y alomada. La localidad se encuentra en lo alto de un prominente cerro entre los arroyos Santa Marina y Gamonal, a 132 metros sobre el nivel del mar. La altitud del término municipal oscila entre los 172 metros en el sudeste y los 78 metros en el norte, junto al arroyo Gamonal.
Por el territorio discurren arroyos estacionales tributarios del río Guadalquivir. Los principales cursos de agua que discurren por el término municipal son el arroyo Gamonal y el Santa Marina, los cuales pertenecen a la subcuenca del Genil y constituyen los ejes vertebradores que establecen un sistema armónico entre el medio urbano y rural. El arroyo Gamonal se adentra en el término municipal de La Campana desde el Oeste hacia el Norte recorriendo unos 2,5 km. En cuanto al arroyo Santa Marina, discurre por el este de la localidad con un caudal intermitente y estacional cuya ribera está constituida mayormente por pequeños matorrales.

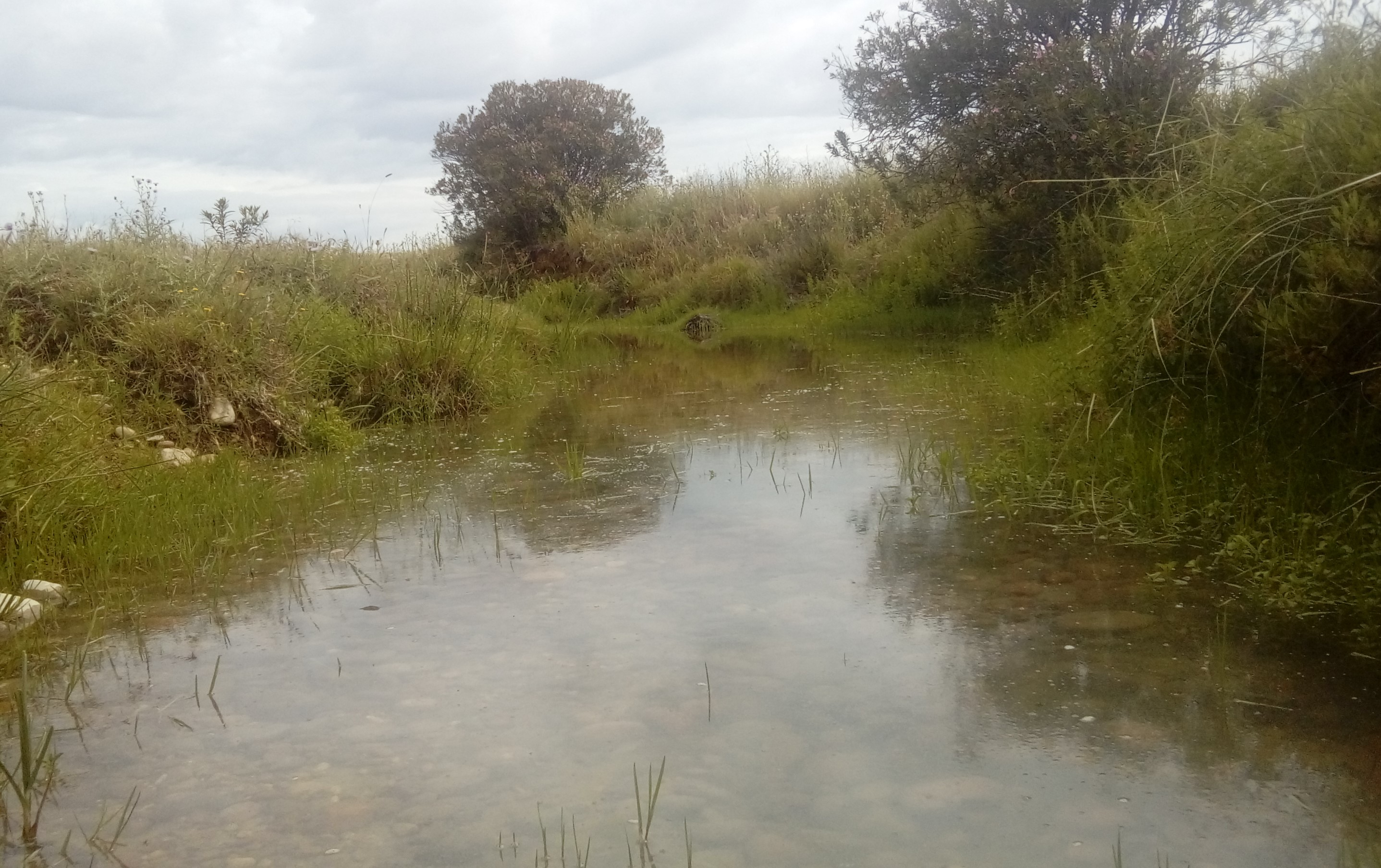
Arroyo Santa Marina.

El término municipal de La Campana limita con los siguientes términos municipales:
| Noroeste: Carmona y Lora del Río | Norte: Lora del Río       | Noreste: Palma del Río (Córdoba) |
| Oeste: Carmona                   |                           | Este: Fuentes de Andalucía       |
| Suroeste: Fuentes de Andalucía   | Sur: Fuentes de Andalucía | Sureste: Fuentes de Andalucía    |

## Clima
El clima de La Campana es puramente mediterráneo, cuyas características principales se corresponden con unos meses estivales muy calurosos y secos e inviernos no muy templados y lluviosos.
Las temperaturas presentan una media anual de 18 °C, siendo julio el mes más cálido con un promedio de 35,4 °C y enero el más frío con 4,8 °C de media.
En cuanto a las precipitaciones, la media anual es de 583 mm, siendo diciembre el mes más lluvioso del año.
Durante la estación estival predominan los vientos del suroeste y en los meses de otoño e invierno, los del nordeste.[cita requerida]
| Parámetros climáticos promedio de La Campana                         | Parámetros climáticos promedio de La Campana | Parámetros climáticos promedio de La Campana | Parámetros climáticos promedio de La Campana | Parámetros climáticos promedio de La Campana | Parámetros climáticos promedio de La Campana | Parámetros climáticos promedio de La Campana | Parámetros climáticos promedio de La Campana | Parámetros climáticos promedio de La Campana | Parámetros climáticos promedio de La Campana | Parámetros climáticos promedio de La Campana | Parámetros climáticos promedio de La Campana | Parámetros climáticos promedio de La Campana | Parámetros climáticos promedio de La Campana |
| Mes                                                                  | Ene.                                         | Feb.                                         | Mar.                                         | Abr.                                         | May.                                         | Jun.                                         | Jul.                                         | Ago.                                         | Sep.                                         | Oct.                                         | Nov.                                         | Dic.                                         | Anual                                        |
| -------------------------------------------------------------------- | -------------------------------------------- | -------------------------------------------- | -------------------------------------------- | -------------------------------------------- | -------------------------------------------- | -------------------------------------------- | -------------------------------------------- | -------------------------------------------- | -------------------------------------------- | -------------------------------------------- | -------------------------------------------- | -------------------------------------------- | -------------------------------------------- |
| Temp. máx. media (°C)                                                | 14                                           | 16                                           | 19                                           | 22                                           | 28                                           | 35                                           | 38                                           | 37                                           | 32                                           | 25                                           | 18                                           | 15                                           | 24.9                                         |
| Temp. media (°C)                                                     | 9                                            | 9                                            | 12                                           | 15                                           | 20                                           | 25                                           | 29                                           | 28                                           | 24                                           | 19                                           | 13                                           | 10                                           | 17.8                                         |
| Temp. mín. media (°C)                                                | 4                                            | 5                                            | 6                                            | 8                                            | 12                                           | 16                                           | 19                                           | 19                                           | 17                                           | 13                                           | 8                                            | 6                                            | 11.1                                         |
| Precipitación total (mm)                                             | 34                                           | 43                                           | 38                                           | 40                                           | 14                                           | 0                                            | 0                                            | 0                                            | 18                                           | 50                                           | 56                                           | 54                                           | 347                                          |
| Fuente: https://www.eltiempo.es/la-campana.html 19 de agosto de 2025 |                                              |                                              |                                              |                                              |                                              |                                              |                                              |                                              |                                              |                                              |                                              |                                              |                                              |

## Fauna y flora
La zona presenta una fauna típica del ecosistema mediterráneo, existiendo una gran disparidad de especies. Debido a la alteración del hábitat por la acción humana, muchas especies propias de encinares y dehesas han ido desapareciendo. Actualmente no existen especies de caza mayor, reduciéndose a especies como la perdiz, la tórtola, el conejo o la liebre. El municipio también cuenta con la presencia de especies como ardillas, erizos, murciélagos y roedores (ratas y ratones).   Entre los reptiles destaca la serpiente y los lagartos terrestres; entre los anfibios, la rana y el sapo. Respecto a las aves, muchas han disminuido considerablemente su número, sobre todo especies como la perdiz, el mirlo, la tórtola, el zorzal y el estornino. Cabe descatar la presencia de un ave en peligro de extinción como es el Águila Imperial. 
En cuanto a la flora, se corresponde con la típica del ecosistema mediterráneo con un marcado carácter xerófilo. La mayor parte del territorio se encuentra ocupado por cultivos, lo que reduce otro tipo de vegetación a áreas aisladas como en las márgenes de los arroyos. Las características del término y la acción del hombre han transformado el paisaje natural, donde gran parte de su superficie está destinada a labores agrícolas como el olivo y el cultivo de herbáceos. Las especies más representativas del matorral denso son el lentisco, el palmito, la retama, siendo menos frecuente el acebuche, el junco o la pita.

## Historia

### Prehistoria y Antigüedad
A lo largo del territorio que ocupa el término municipal de La Campana se han hallado numerosos yacimientos arqueológicos que se corresponden con épocas muy remotas. Los vestigios más antiguos de los que se tienen constancia están fechados en torno a inicios del II milenio a. C. Otros yacimientos arqueológicos hallados demuestran que existieron asentamientos desde la Edad del Cobre, del Bronce y del Hierro.
En tiempos históricos existen numerosos vestigios de la ocupación romana en todo el término municipal, especialmente en el actual pueblo. Los restos hallados en su centro histórico se corresponderían con una importante aglomeración rural y un posible centro de mercado situado sobre una antigua vía que unía los lugares prerromanos de Obúlcula y Axati (Lora del Río).

### Edad Media
Con la crisis del siglo III se produjo una disminución de la población, por lo que se piensa que el núcleo debió de quedar despoblado durante la época visigoda y árabe. La despoblación durante dichos periodos pudo deberse a la precariedad de sus construcciones y mobiliario.
Tras las conquista de Carmona por parte del rey Fernando III el Santo en 1247, se creó en esta localidad un extenso territorio de realengo que se delimitó años más tarde y en el que se incluía el actual término de La Campana. Es probable, por tanto, que su repoblación tuviera lugar en una fecha posterior a la conquista de Carmona. También el nombre de la localidad pudo haber surgido a partir de entonces, ya que el documento más antiguo que hace mención al nombre de La Campana es del año 1385.

### Edad Moderna
Con la llegada de los Trastámaras y debido a las necesidades de la Monarquía tiene lugar la venta de La Campana el 31 de julio de 1558. Hasta dicha fecha La Campana había sido lugar de jurisdicción de Carmona donde sus vecinos aprovechaban los recursos de esas tierras. Ese mismo año, Felipe II otorgó la aldea a don Fadrique Enríquez de Ribera, primer señor de La Campana, y de esta manera quedaría hasta 1810 (fecha de la abolición de los señoríos) vinculada a una de las familias más poderosas de la Baja Edad Media.
Tras la venta de La Campana, Carmona emprendió una lucha judicial que se prolongó dieciséis años, resistiéndose a perder las tierras. Posteriormente, se le reconoce a Carmona el derecho del aprovechamiento de las tierras y a seguir poniendo guardas dentro del término. Pero esta vez serían los Enríquez quienes apelarían el pleito, puesto que eran demasiados privilegios para una villa que ya había perdido su poder sobre esas tierras y pidieron que se anulasen los aprovechamientos. Como era lógico, se suprimieron todos los derechos de Carmona y así finalizó la desvinculación de La Campana de su villa matriz.

### Edad Contemporánea
El 20 de enero de 1810, entra el ejército francés en La Campana, durante los años de ocupación francesa el pueblo probablemente fue objeto de todo tipo de sabotajes, sufriendo graves consecuencias tanto a nivel político, económico y social.
Durante la Guerra de la Independencia Española (1808-1812), el vecindario mostró resistencia y derrotó a una tropa francesa.

## Geografía humana

### Demografía
Cuenta con una población de 5132 habitantes (INE 2024).
| Gráfica de evolución demográfica de La Campana entre 1842 y 2021                                                      |
| |
| Población de derecho según los censos de población del INE. Población de hecho según los censos de población del INE. |

En los últimos doce años la población censada en el municipio ha descendido un 6,9% tal y como recoge la siguiente gráfica:

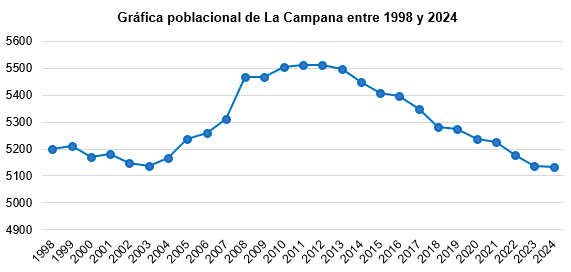
Evolución demográfica de La Campana entre 1998 y 2024.

### Población extranjera
Del total de los 5117 habitantes censados en el año 2023, 106 eran de nacionalidad extranjera, lo que equivalía al 2,07 %, una cifra que se sitúa por debajo de la media de inmigración nacional. La mayor parte de los inmigrantes proviene principalmente de Europa, África y Asia, destacando las nacionalidades rumana (23), marroquí (16), y china (11).

### Economía

#### Agricultura
La agricultura es el principal eje económico a nivel comarcal y local, por lo que la mayoría de las actividades industriales y de servicio están vinculadas a la producción agraria. La campana tiene una superficie de 6241 hectáreas dedicadas al cultivo de herbáceos, principalmente el trigo, que ocupa una extensión de 2202 hectáreas. Los cultivos leñosos ocupan una superficie de 3931 hectáreas de los que destaca el olivar de aceituna de aceite con una extensión de 3187 hectáreas.

#### Ganadería
Las especies ganaderas que cuentan con mayor importancia son las de los equinos y los porcinos con doce y seis explotaciones respectivamente.

#### Industria y comercio
La economía del municipio se basa principalmente en la explotación agraria, lo cual hace que la industria apenas tenga presencia a nivel comarcal. Por lo general, se trata de una industria poco mecanizada y con escaso nivel tecnológico que se limita a abastecer y satisfacer las necesidades locales. Desde 1960 la almazara de la Sociedad Cooperativa Andaluza Olivarera del municipio ha desarrollado una de las principales actividades industriales ligada a la producción y venta de diferentes variedades de aceites.
Con respecto al comercio propio de La Campana, tiene un carácter minorista que cubre las necesidades primarias de su población. Para otras necesidades depende de núcleos como Carmona o Sevilla donde existe una mayor dinámica comercial.

#### Evolución de la deuda viva municipal[18]
| Gráfica de evolución de deuda viva del Ayuntamiento de La Campana entre 2008 y 2024                                    |
| |
| Deuda viva del Ayuntamiento de La Campana en miles de euros según los datos del Ministerio de Hacienda y Ad. Públicas. |

## Gobierno local
Los resultados de las elecciones municipales celebradas en La Campana en 2023 fueron los siguientes:
|  | 67,50 % |

|  | 20,03 % |

|  | 9,31 % |

|  | 2,57 % |

|  | 71,40 % |

### Lista de alcaldes desde 1979
| Periodo           | Nombre                     | Partido                           |
| ----------------- | -------------------------- | --------------------------------- |
| 1979 - 1987       | José Rafael Hinojosa Ramos | Partido Comunista de España       |
| 1987 - 1991       | Antonio Vázquez Fernández  | Partido Socialista Obrero Español |
| 1991 - 1995       | Manuel Pérez Navajas       | Izquierda Unida                   |
| 1995 - 2007       | Francisco Vargas Cabello   | Izquierda Unida                   |
| 2007 - 2011       | Salvador Marcos Nieto      | Partido Socialista Obrero Español |
| 2011 - 2015       | Antonio Díaz Badillo       | Izquierda Unida                   |
| 2015 - 2019       | Manuel Fernández Oviedo    | Partido Andalucista               |
| 2019 - actualidad | Manuel Fernández Oviedo    | Juntos x La Campana               |

## Heráldica
El primer registro documental de un escudo de La Campana se remonta al año 1825. Dicho escudo, inserto en un sello, aparecía representado por una simple campana. En 1887 se documenta un nuevo escudo en un acta capitular en el que aparece la figura de la campana a la que se unen varios elementos de la España napoleónica como sables, bayonetas y un morrión francés.

Con la última modificación se eliminan los elementos franceses, manteniéndose la figura de la campana que históricamente se ha utilizado para representar al municipio. Además, se añaden las tres hojas de olivo, símbolo del protagonismo de la naturaleza en la localidad. 

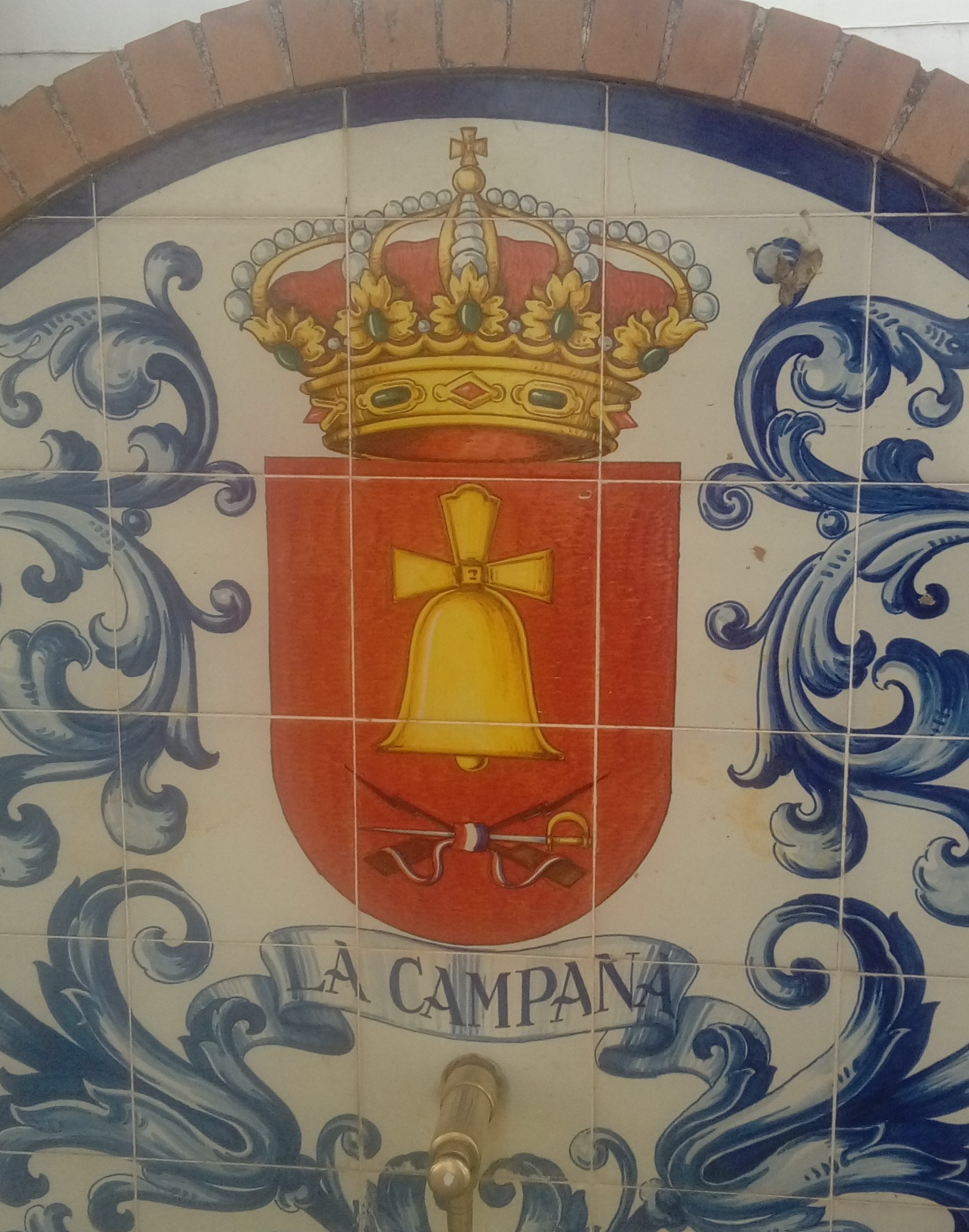
Antiguo escudo de La Campana sobre unos azulejos.

## Transporte y comunicaciones

### Carreteras
Carreteras de acceso a La Campana:
- La  A-456  tiene su origen en A-4 (Fuentes de Andalucía) y su final en la A-457 (Lora del Río) con una longitud de 21,52 km.[24]
- La  SE-6103  tiene su origen en la A-456 (La Campana) y su final en la A-4 con una longitud de 15 km.[24][25]
- La  SE-132  tiene su origen en Palma del Río y su final en La Campana con una longitud de 24,26 km.[25]

También pasa por el término municipal de La Campana la  A-4 .

### Distancias
En la siguiente tabla se muestran las distancias entre La Campana y el centro de otras localidades mediante el itinerario más corto por carretera:
| Localidad            | Distancia (km) | Localidad            | Distancia (km) | Localidad | Distancia (km) |
| -------------------- | -------------- | -------------------- | -------------- | --------- | -------------- |
| Lora del Río         | 15             | Écija                | 39             | Huelva    | 154            |
| Fuentes de Andalucía | 15             | Alcalá de Guadaíra   | 57             | Cádiz     | 170            |
| Palma del Río        | 23             | Morón de la Frontera | 62             | Málaga    | 175            |
| Carmona              | 25             | Sevilla              | 60             | Madrid    | 479            |
| Marchena             | 38             | Córdoba              | 92             | Barcelona | 959            |

### Transporte público
La Campana cuenta con un servicio de transporte público interurbano de viajeros:
- Autocares Casal ofrece servicios diarios de autocares con el itinerario La Campana-Carmona-Sevilla.[28]

El municipio dispone también de una flota de taxis particulares que contaba hasta 2017 con tres concesiones de licencia.

## Lugares destacados

### Arquitectura religiosa

#### Iglesia de Santa María la Blanca
Este templo, caracterizado por sus dos torres asimétricas, se considera actualmente un símbolo de la localidad. Sus orígenes se sitúan en la primera mitad del siglo XV cuando se fundó una ermita dedicada a la Virgen de la Consolación que sirvió de culto hasta finales del siglo XVI. Tras la demolición del templo primitivo en el lugar que ocupa hoy la actual sacristía, comenzó la construcción de la nueva iglesia mayor de la villa en 1565, la cual se prolongó hasta cerca de 1630. A partir de entonces la iglesia tuvo varias ampliaciones y construcciones que concluyeron en el año 1792, momento en el que se proyecta la portada principal de estilo neoclásico.
Además de poseer en su interior interesantes elementos decorativos, esculturas y pinturas de los siglos XVII y XVIII, cabe destacar la imagen de la Virgen de Consolación, del siglo XIV y la más antigua de la localidad.

#### Iglesia de San Sebastián
El origen de este templo se remonta probablemente al primer tercio del siglo XVI en cuya ubicación existió una vieja ermita dedicada a San Sebastián. En 1642 dos monjes de la Orden Franciscana se hicieron cargo de la ermita y posteriormente se inició la construcción del convento que terminó entre 1651 y 1652. En cuanto a la iglesia, su construcción comenzó en la primera década del siglo XVIII hasta el año 1750.
Finalmente, con la desamortización ordenada por Mendizábal y la exclaustración de los frailes en el siglo XIX, finaliza su etapa religiosa como convento. En la actualidad se trata de un edificio de gran valor artístico muy ligado a la historia de la localidad y en cuyo interior alberga esculturas religiosas y lienzos de los siglos XVII y XVIII.

#### Iglesia de San Lorenzo
Su origen se remonta al siglo XVII y su construcción finalizó en 1784 con fondos de la Hermandad de San Lorenzo. A lo largo de su historia ha tenido diferentes usos: religioso, educativo, e incluso en los años setenta del siglo pasado constituyó un lugar de reunión del primer Centro Juvenil del municipio. De ella cabe destacar que posee un zócalo de azulejos del siglo XVIII y un crucificado del XVI.

### Arquitectura civil
- Casas palacio. La Campana cuenta con seis de estas viviendas de uso residencial ubicadas en su centro histórico.[31] El valor de estos edificios es el del caserío tradicional que conforma el núcleo urbano, en especial su composición arquitectónica en diferentes crujías, espacios libres y patios así como los elementos decorativos y compositivos de la fachada principal.[31] La construcción de las casas palacio datan del siglo XVIII.[31] Entre estos edificios cabe señalar la casa de la familia Benjumea, cuya arquitectura, perteneciente a los Ruiz Florindo, está dominada por el uso del ladrillo en ornamentos de patios, fachadas y portadas.[32][33]
- Haciendas. El origen de algunas de estas haciendas o cortijos se sitúa en el siglo XVIII.[31] Este tipo de edificaciones aparece diseminado en el medio rural a lo largo del territorio que ocupa el término municipal.[31] Actualmente son tanto de uso residencial como agrario y cinco de ellas gozan de protección por su excepcional importancia cultural, calidad arquitectónica y valor histórico.[31]

### Otros lugares emblemáticos
- Plaza de Andalucía. Está situada en el centro histórico y en sus alrededores se sitúa la iglesia Santa María la Blanca, así como los negocios más antiguos de la localidad.[30]
- Plaza del Pilar. Su origen se encuentra en un pilar o pilón que sirvió para abrevar a los animales que pasaban por la plaza en el siglo XIX.
- Paseíllo de los Trabajadores. En este lugar se encontraba el Palacio del marqués de Villanueva que posteriormente pasó al duque de Alba. En las décadas de los años setenta y ochenta del siglo XX se celebraban en él las asambleas de trabajadores, de ahí que en 1980 recibiera su nombre actual.
- Plaza Antonio Machado. Se la conoce popularmente como El parque y se sitúa en una zona que ocupó una antigua huerta. Actualmente constituye un lugar de ocio, de juegos y esparcimientos tanto de mayores como de niños.
- Paseo del Campo. La primera referencia a la construcción de un paseo público en La Campana data del año 1858. Tras su construcción figuraba con el nombre de Paseo de la Alameda hasta los años treinta del siglo XX, momento en el que tiene lugar su ampliación. El Paseo del Campo sirvió en el pasado como lugar para la celebración de la feria de la localidad y en la actualidad constituye un lugar de ocio para los habitantes.
- Parque de La Atalaya. Está situado a 4 km de la localidad en la A-456 y desempeña un papel importante como zona de ocio, para lo que cuenta con zona infantil, un área recreativa, alojamiento rural y restaurante y una red de senderos entre diferentes especies de árboles propios de la comarca, sobre todo pinos y eucaliptos.[6][30][34] Posee gran variedad de vegetación con zonas de árboles ornamentales y zonas en las que se encuentran reductos de vegetación natural que hacen la función de bosque isla, sirviendo como refugio a la fauna de la zona.[34]

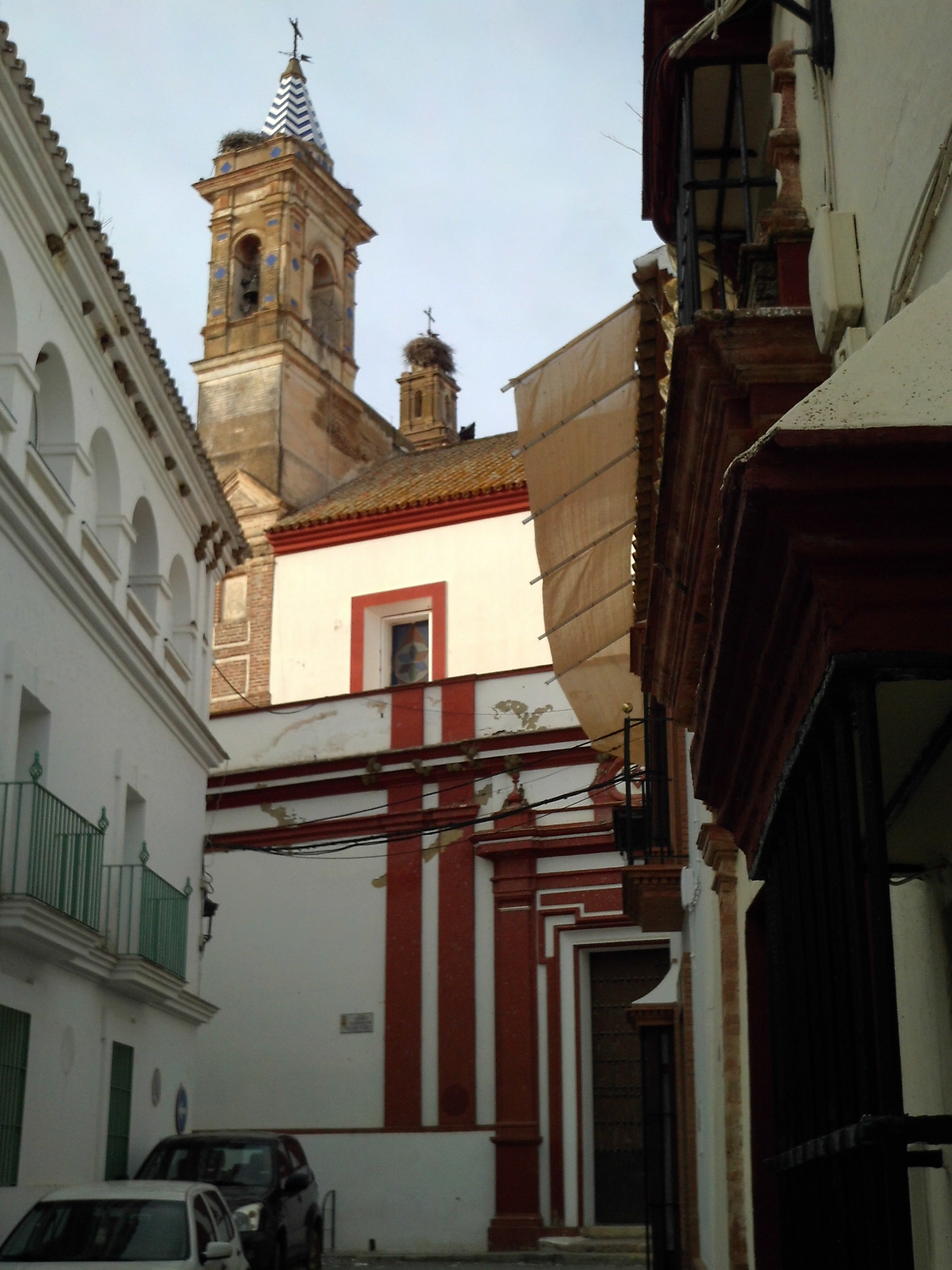
Vista lateral de la iglesia de Santa María la Blanca.
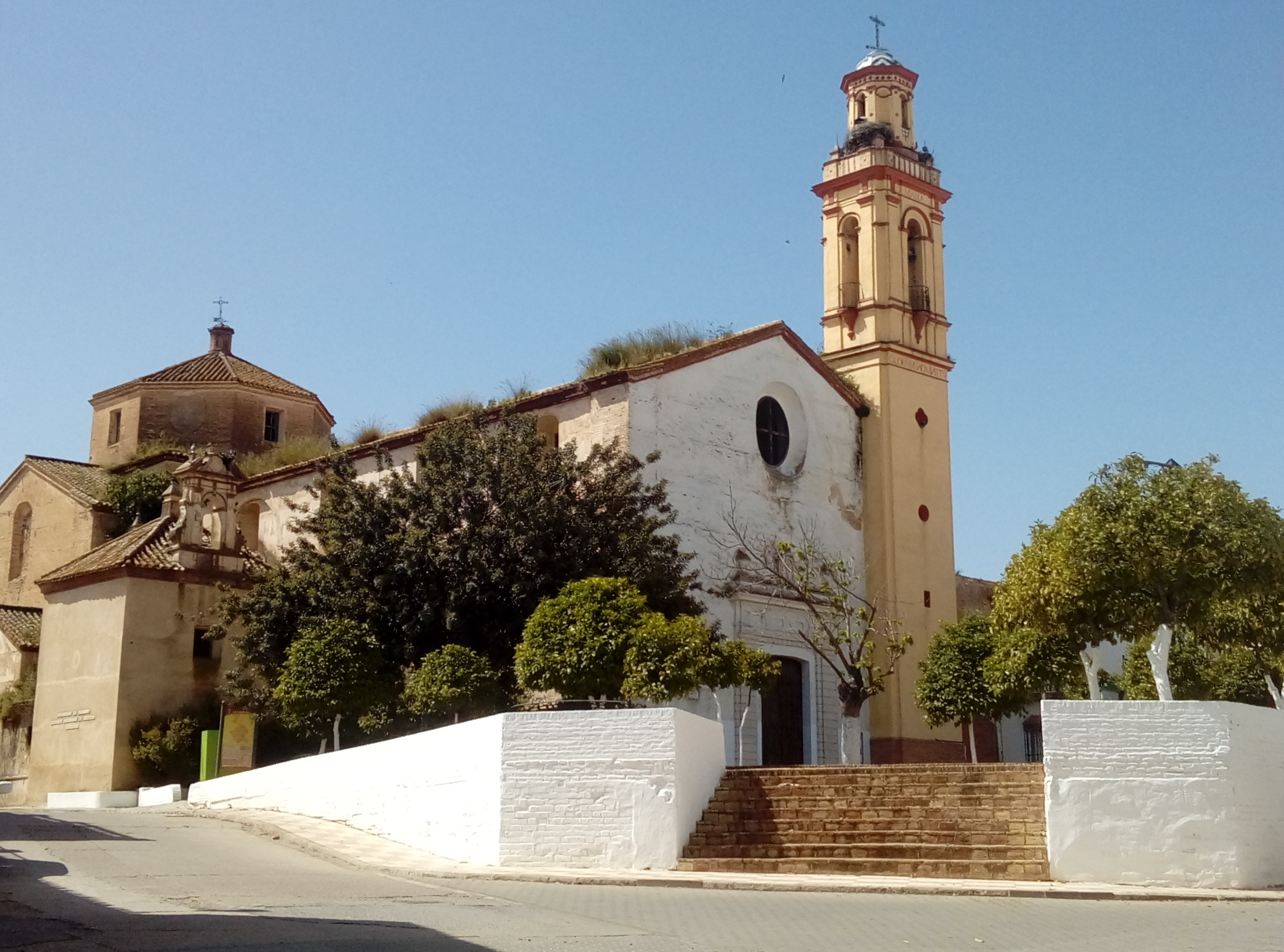
Iglesia de San Sebastián.
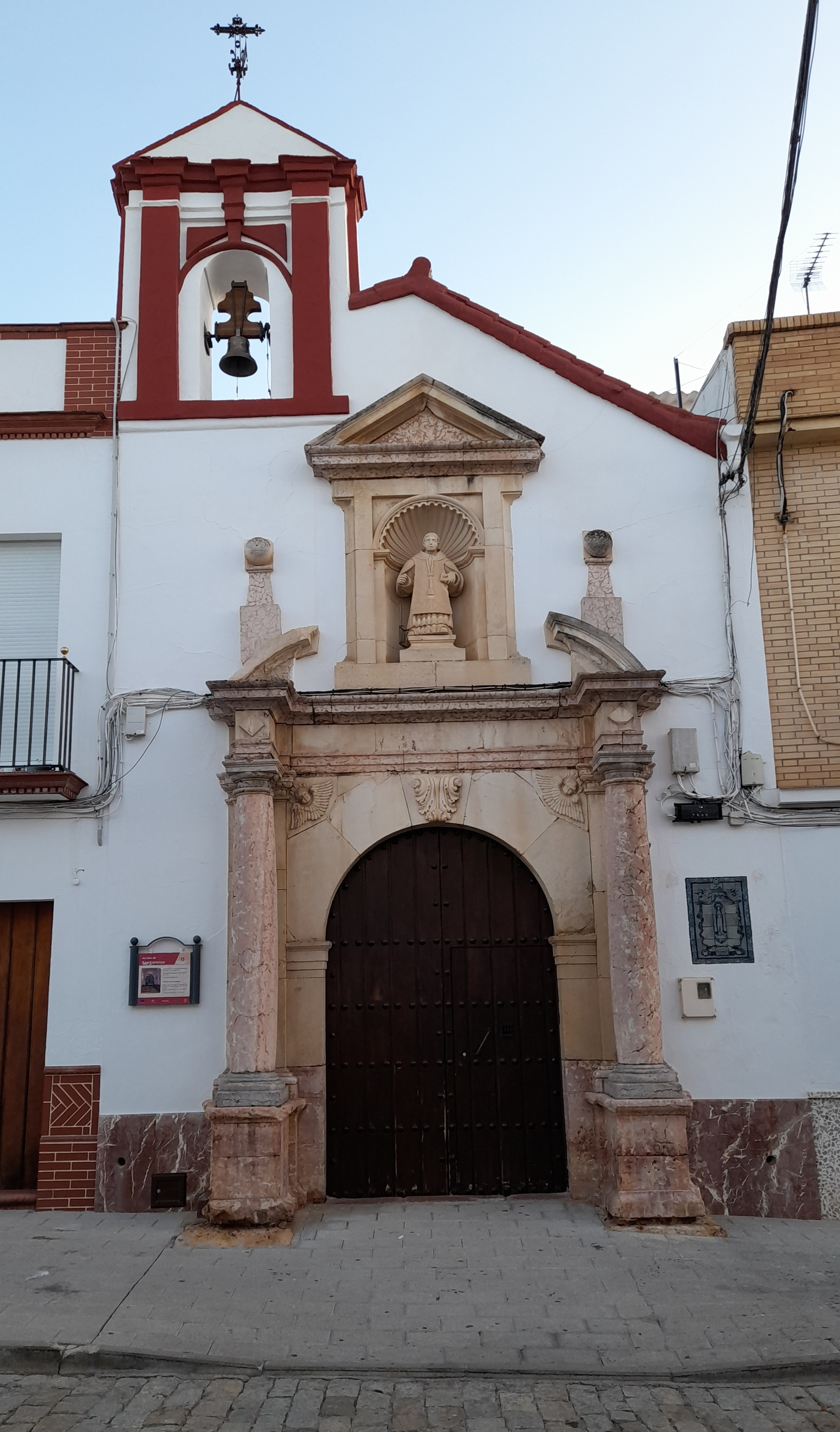
Iglesia de San Lorenzo.
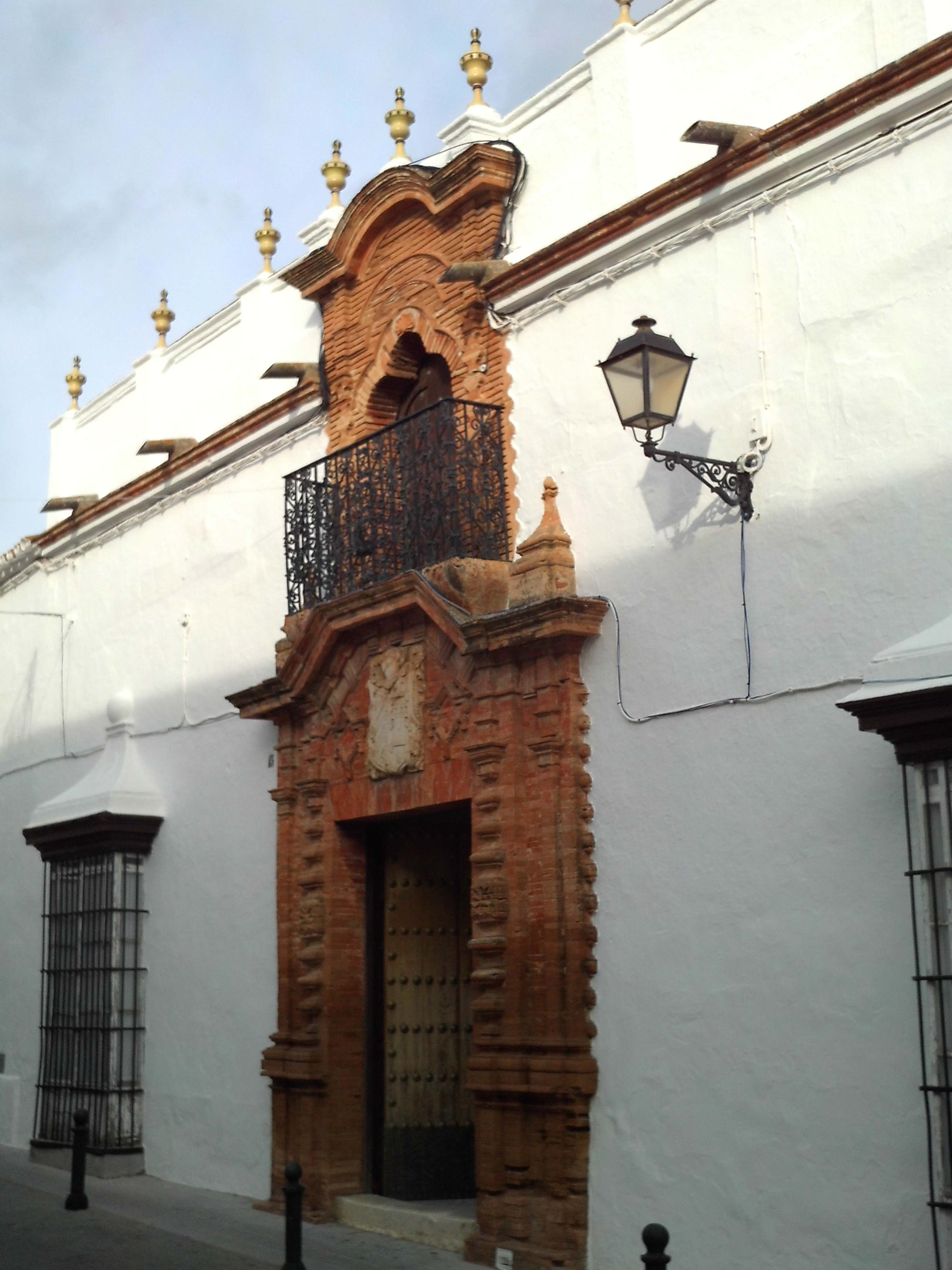
Fachada de una casa palacio.
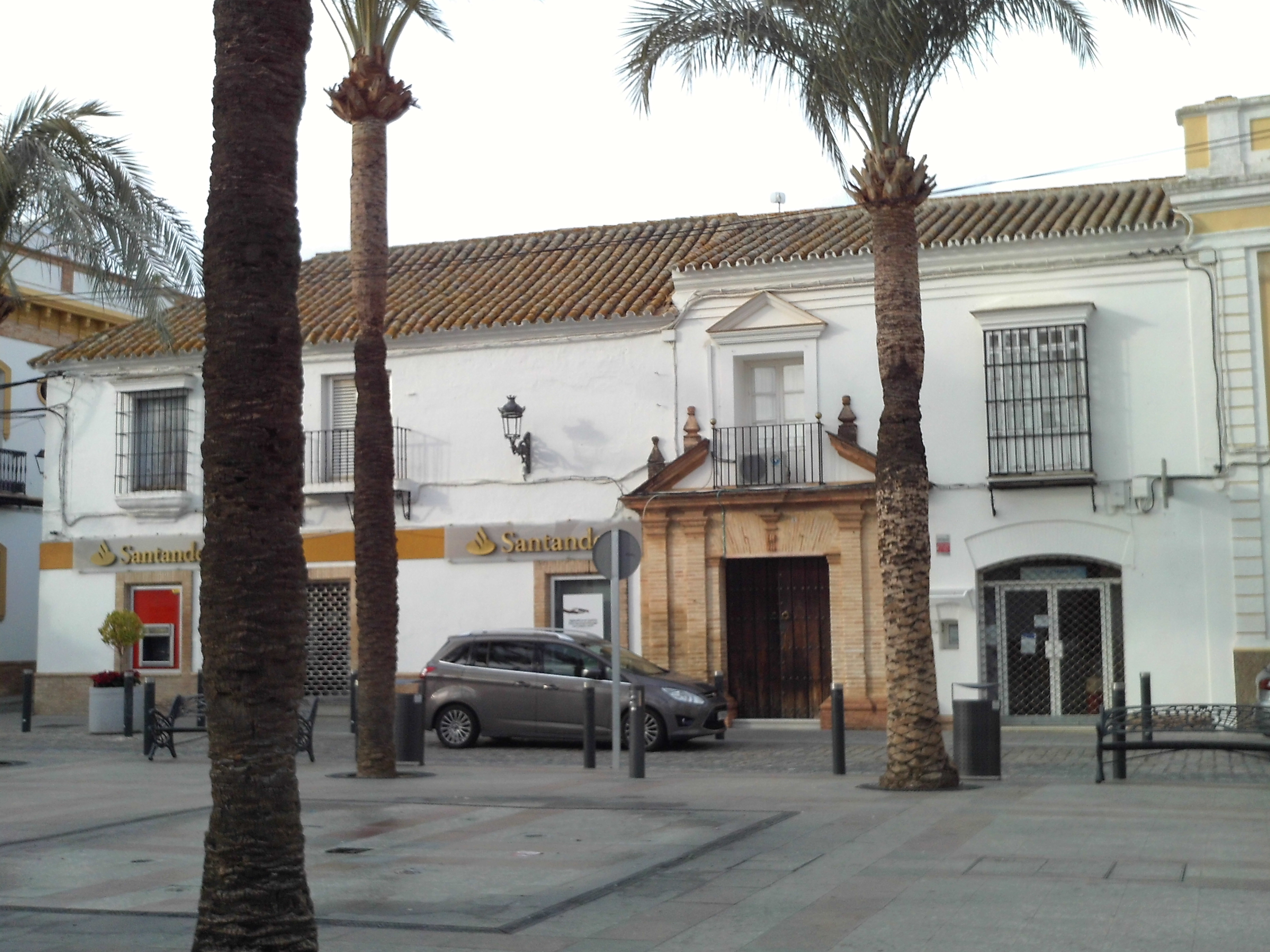
Plaza de Andalucía.
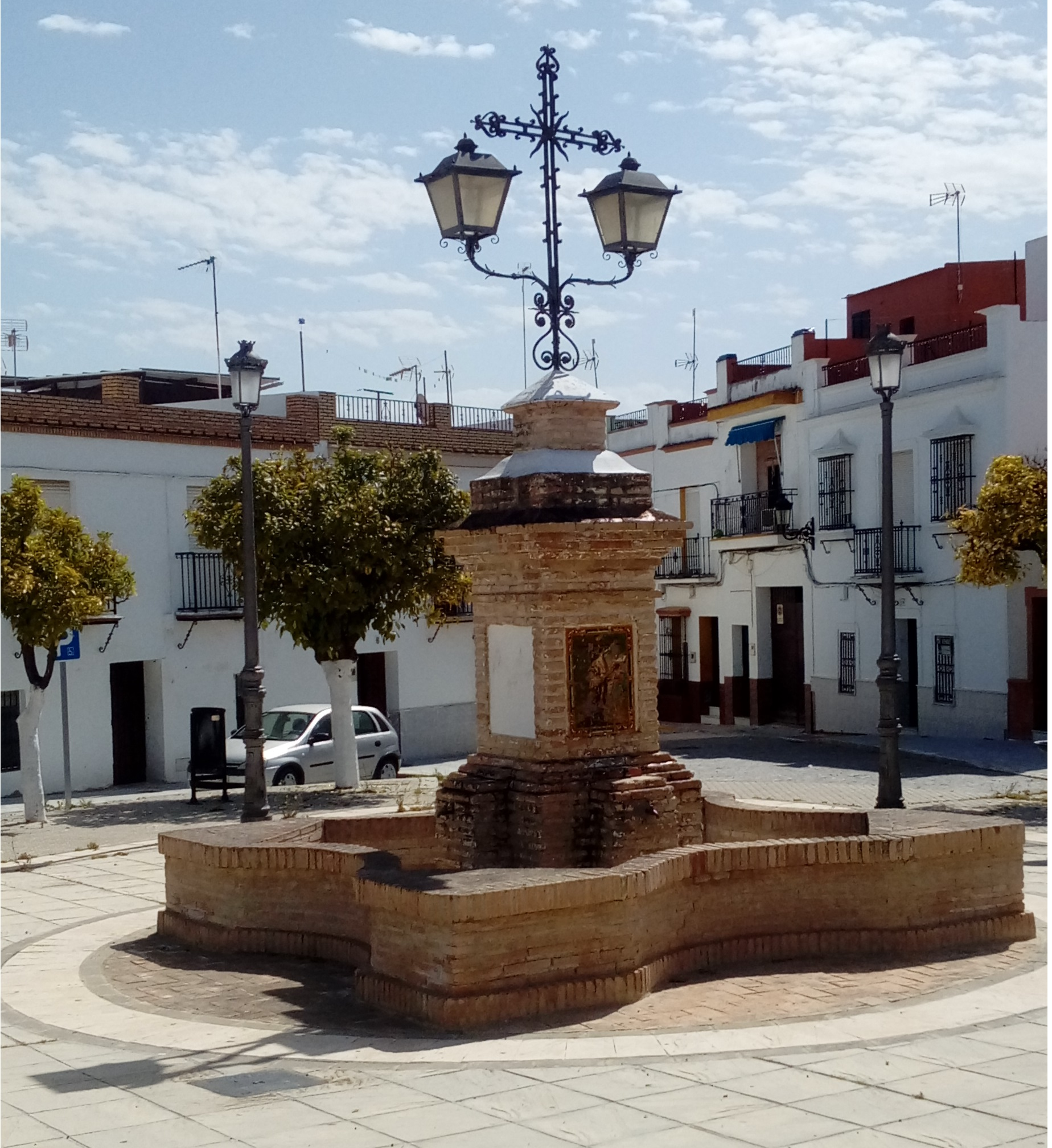
Plaza del Pilar.
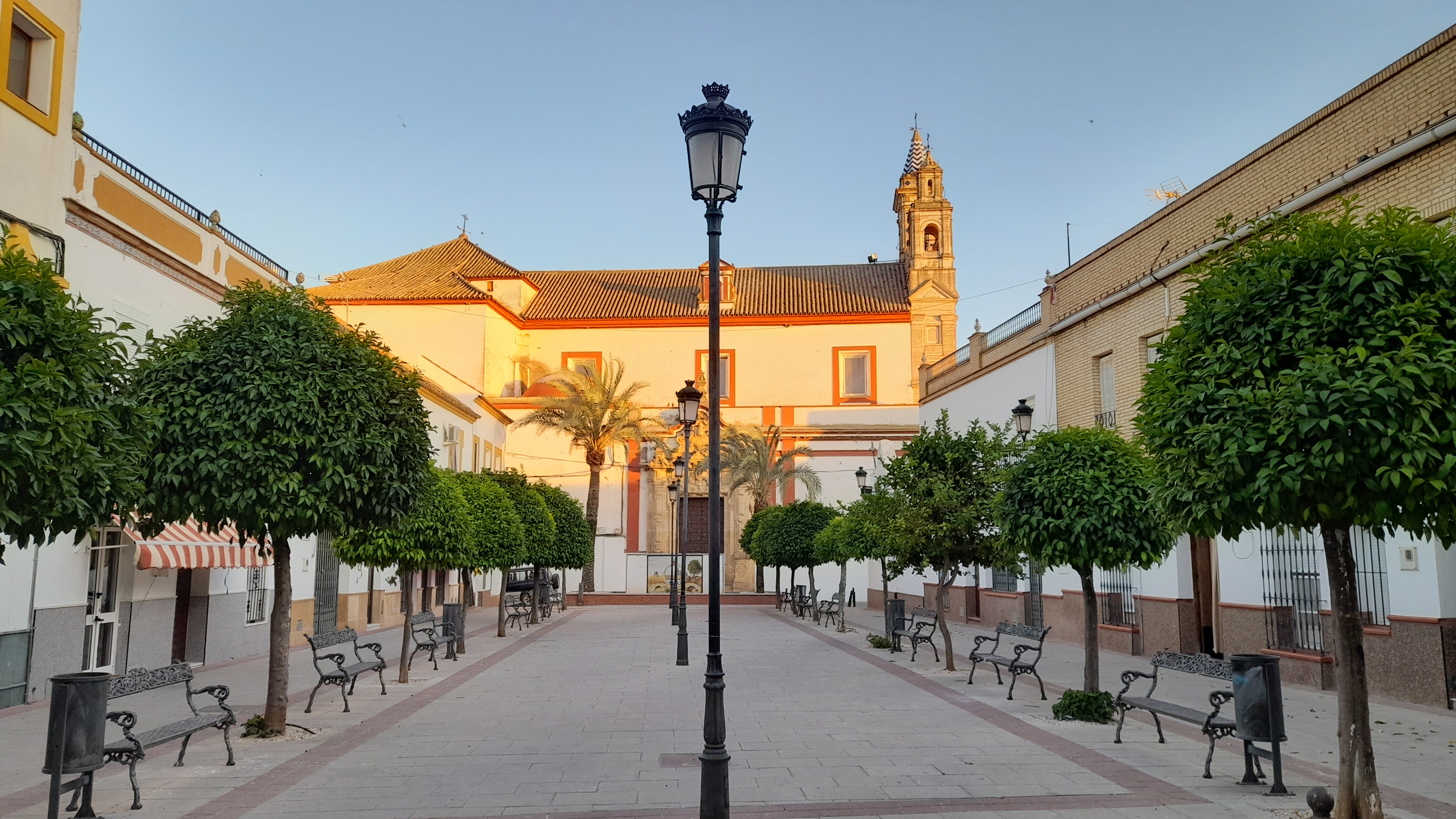
Paseíllo de los Trabajadores junto a la iglesia de Santa María la Blanca.
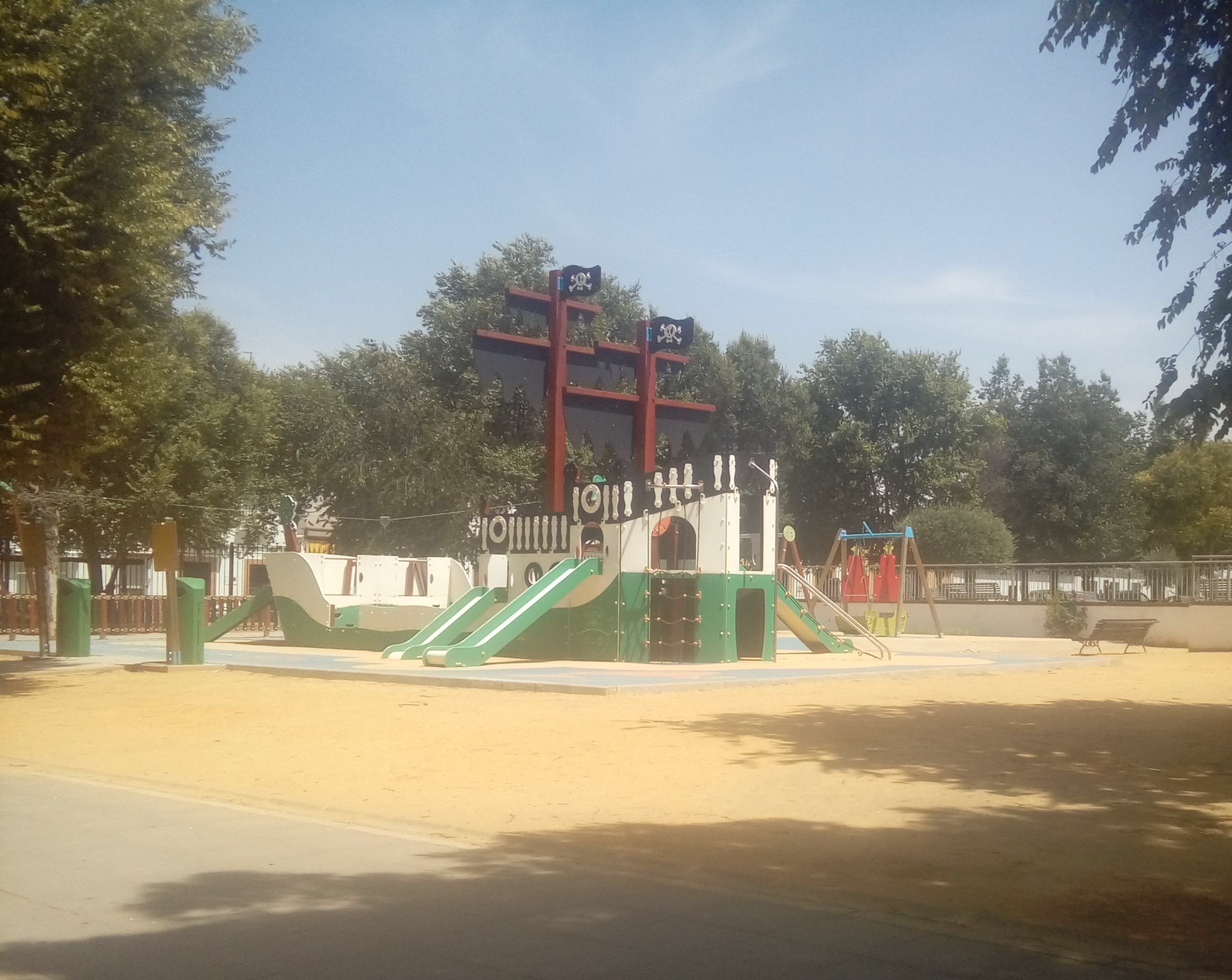
Plaza Antonio Machado.
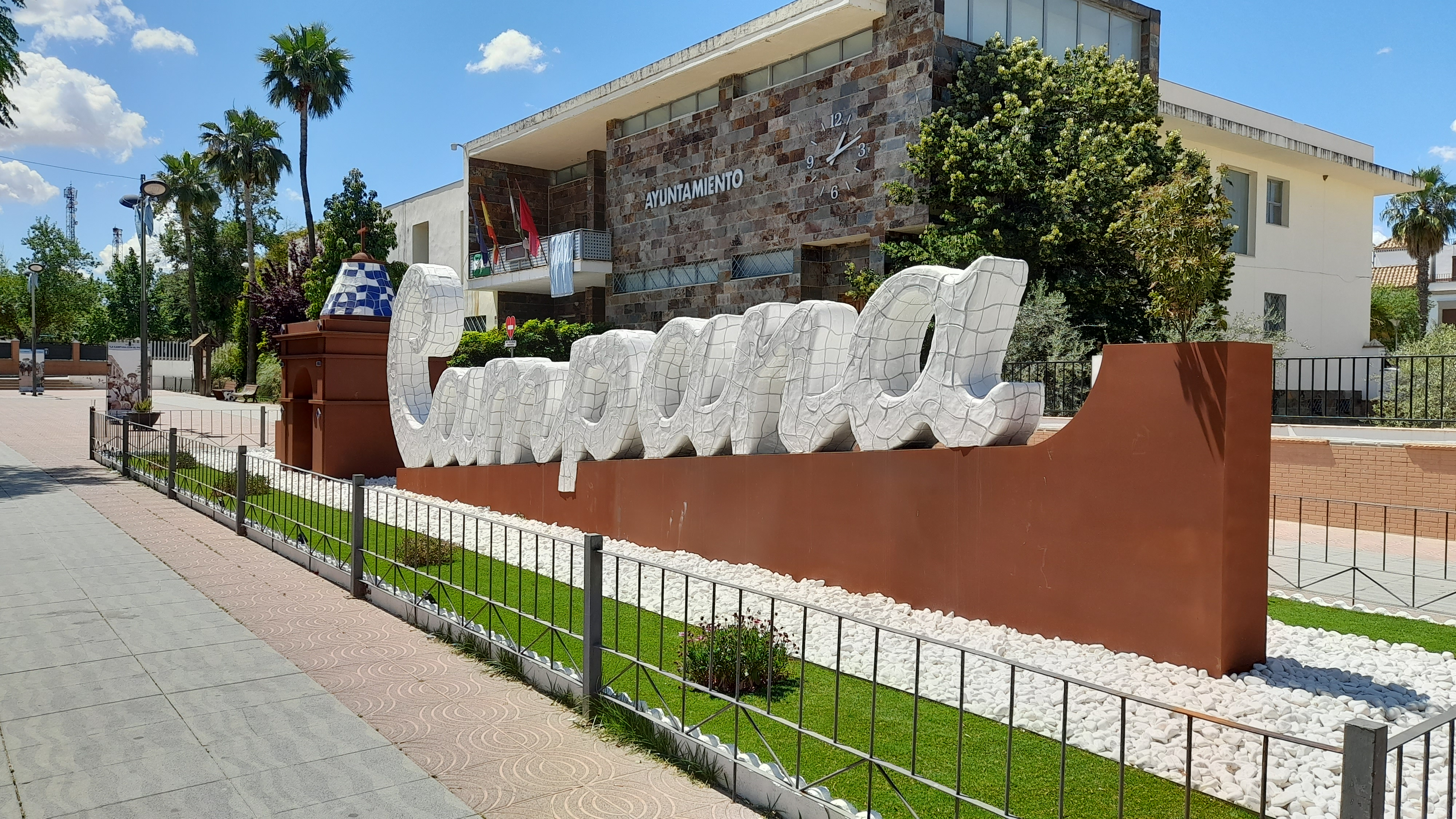
Paseo del Campo junto al ayuntamiento.
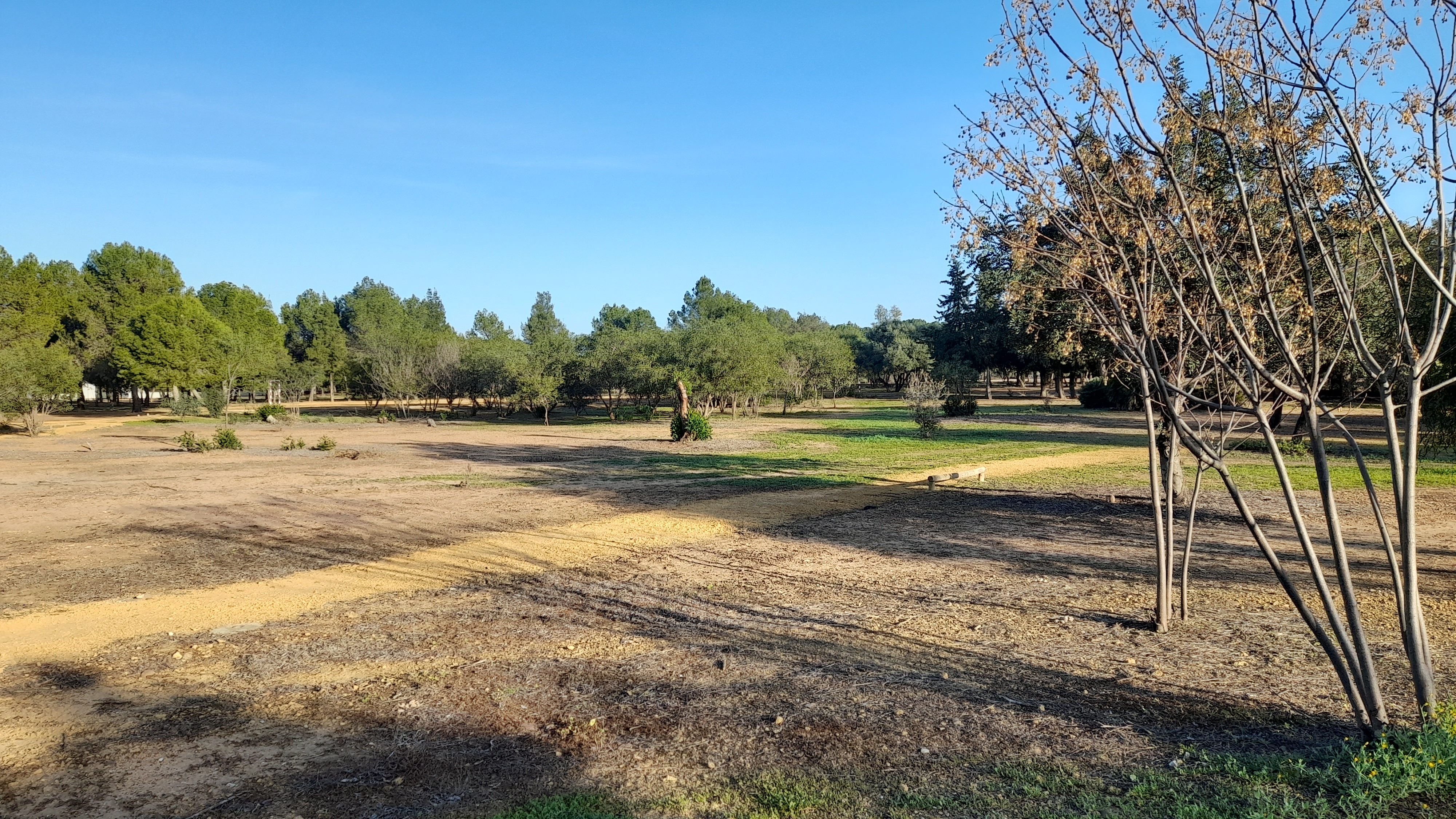
Arboleda del parque de La Atalaya.

## Gastronomía
- Empanadas. Son un dulce típico y singular muy consumido en la localidad debido a que se realiza y se compra en cualquier panadería y pastelería.[35] Este dulce se elabora a base de harina, azúcar, canela y ajonjolí.[6][35] Empanadas típicas de La Campana.

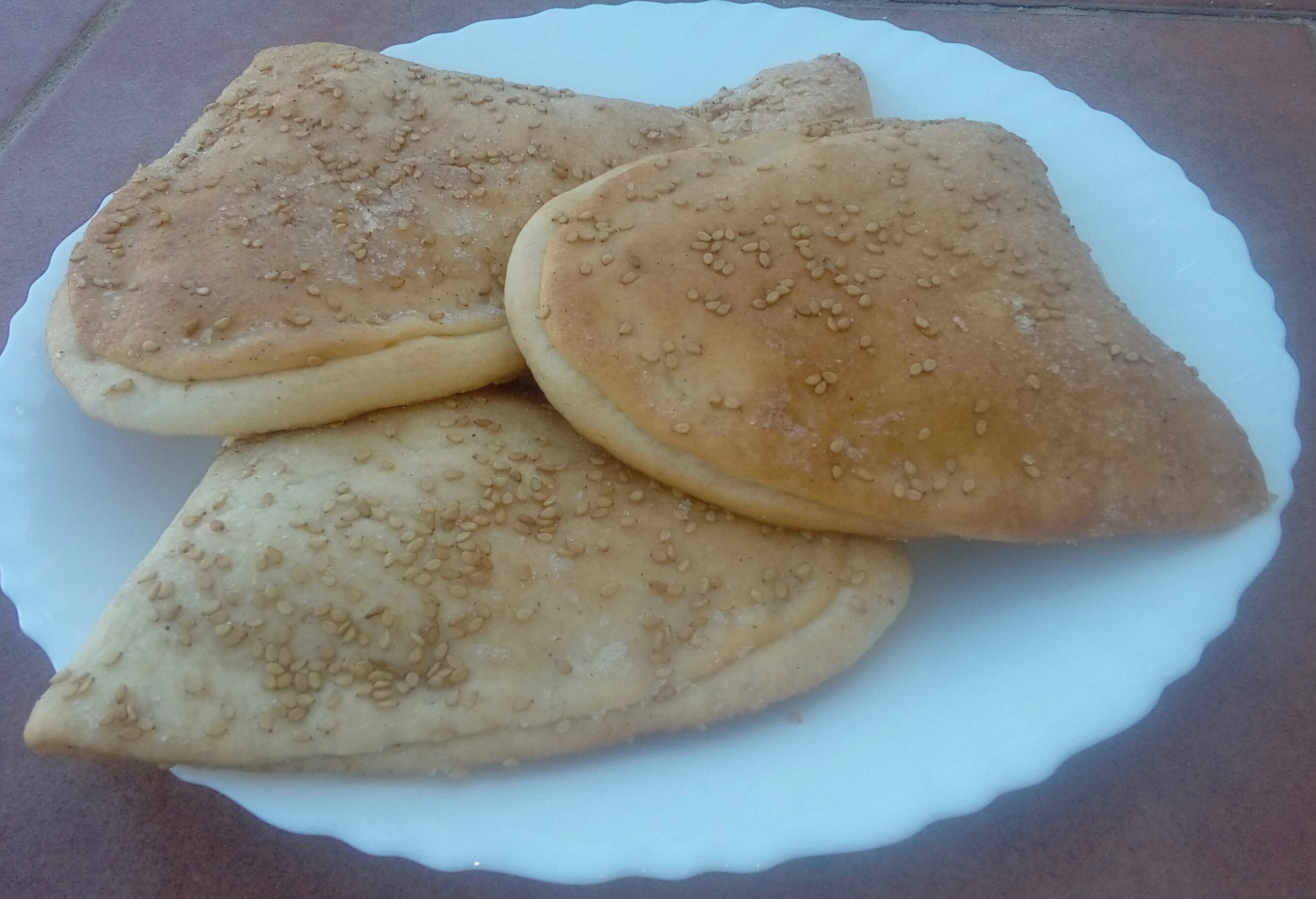
Empanadas típicas de La Campana.

- En época de caza menor se consume conejo y perdiz en cualquiera de sus variedades (con arroz, encebollada o en salsa), así como otros platos como el gazpacho, el salmorejo y las papas con pena.[6]
- Destacan también las aceitunas y el aceite de la zona.[6]

## Fiestas y tradiciones

### Fiestas locales
Entre las fiestas locales cabe destacar las siguientes:
- La Romería de la Virgen de Fátima es una de las fiestas más significativas de la localidad cuya celebración tiene lugar el domingo más próximo al 13 de mayo. Originariamente esta festividad consistía en el rezo del rosario, una novena y pequeñas procesiones en torno a la iglesia.[36] Sin embargo, a mediados de los años sesenta y debido al crecimiento de la devoción hacia la imagen, comenzó a demandarse la celebración de una romería que se llevó a cabo a partir de 1966.[36] Dicha peregrinación careció de un lugar de celebración fijo hasta finales de los años setenta, momento en el que se traslada de forma definitiva a su lugar actual.[36]  En los días previos a la romería tienen lugar los preparativos, así como la decoración de las fachadas de las casas y las calles por las que transita una procesión.[36] El domingo se inicia la peregrinación en un ambiente festivo desde la iglesia hasta el paraje donde concluye con una breve misa.[36]
- La Feria de San Lorenzo se celebra en torno al día 10 de agosto.[37] Las referencias a esta festividad en honor a San Lorenzo datan de los años 1754 y 1755 y se trataba de una fiesta en la que se comerciaba con productos comestibles.[38] Además, la localidad recibía en estas fechas la visita de especialistas del trabajo del cáñamo, de la mercería, de la platería o de la sastrería.[38] En la actualidad la celebración de esta festividad es distinta de su origen mercantil, limitándose a la realización de diversas actividades de carácter festivo como espectáculos y concursos musicales.[38]
- Las fiestas patronales de San Nicolás se conocen popularmente como Fiestas de los Toros.[39] Se trata de una festividad de varios días en torno al 10 de septiembre en las cuales se rinde tributo al patrón de la localidad, San Nicolás de Tolentino.[37][39] El origen de esta celebración tiene lugar en el año 1605 cuando una epidemia de peste arrasaba el reino de Castilla.[39] Los vecinos de aquel entonces, que sentían una especial devoción por este santo, se encomendaron a él y le atribuyeron la protección de dicha epidemia.[39] En agradecimiento, cada 10 de septiembre, aniversario de la muerte de San Nicolás, se realizan diversos espectáculos musicales y ganaderos, así como actividades deportivas.[39]

### Otras celebraciones locales
- Carrera Popular Los Chamuscaos. Esta tradicional prueba deportiva suele celebrarse en el mes de diciembre,[40] tiene su origen en 1993 y recorre 16 kilómetros entre los municipios de La Campana y Fuentes de Andalucía, alternando la salida y meta cada año.[35][41]
- Equicamp. Se trata de un concurso morfológico de Pura Raza Española que se desarrolla en varias jornadas en las que también tienen lugar exhibiciones y otros concursos de domas vaqueras.[35]
- A lo largo del año la banda de música local realiza diferentes actuaciones musicales. Entre ellas cabe destacar el Concierto de Verano en el mes de julio, el Concierto de Santa Cecilia en noviembre y el Concierto de Navidad en diciembre.[42]

### Artesanía
La pleita fue en la primera mitad del siglo XX un recurso económico y parte del sustento de muchas familias de la localidad. Cada verano las familias recogían la palma para trabajarla durante los meses posteriores y elaborar diferentes enseres como cestas, capazos, alfombras, sombreros e incluso persianas. En la actualidad se considera artesanía y aún se sigue trabajando, aunque de manera más restringida, con el conocimiento y la destreza de los antecesores de la localidad.

### Cultura taurina
La localidad ha tenido una estrecha vinculación con la ganadería de los toros bravos, en particular con la prestigiosa ganadería de Miura de la finca Zahariche, en el término municipal de Lora del Río. Esta relación se refleja tanto en la economía como en la cultura local, y puede apreciarse en la organización de corridas de toros y otras celebraciones locales como en las fiestas patronales de San Nicolás.
Tanto es así que la suelta de vaquillas más antigua de Andalucía se celebra en La Campana en honor a San Nicolás. Esta tradición se remonta al año 1605.

## Personas destacadas
- Esperanza Elena Caro (La Campana, 4 de septiembre de 1906 - Sevilla, 6 de marzo de 1985), bordadora que realizó importantes trabajos destinados en su mayoría a organizaciones religiosas, principalmente hermandades de la Semana Santa de Sevilla y Andalucía.
- Gabriel López Vides (La Campana, 30 de marzo de 1626 - Écija, 31 de octubre de 1689), aprendió el oficio de platero en Écija, ciudad donde ocupó los principales cargos del gremio. Realizó frecuentes trabajos para las parroquias y hermandades de la ciudad.[46]
- Juan de la Vega y Correa (La Campana, 10 de marzo de 1806 - Cádiz, 18 de diciembre de 1883), arquitecto que desarrolló su profesión en Cádiz, ocupándose de la dirección de las obras de la Catedral Nueva en su última fase.
- Manuel Zarapico Romero (La Campana, 7 de febrero de 1914 - Sevilla, 28 de junio de 2000),  médico, doctor, cirujano, catedrático y académico. Fue Miembro de Honor de la Sociedad Andaluza de Traumatología y Ortopedia en 1984.[47]
- Alejandro Asencio Méndez, jinete internacional de la doma clásica.[48]